# Agustín Barrios Mangoré
Agustín Pío Barrios Ferreira (San Juan Bautista, 5 de maig de 1885 - San Salvador, 7 d'agost de 1944), conegut també com a Nitsuga Mangoré, va ser un guitarrista clàssic i compositor paraguaià d'origen guaraní.

## Primers anys
Va néixer a San Juan Bautista de las Misiones, el 5 de maig de 1885. Conegut també amb el seu sobrenom de Mangoré, és el guitarrista i compositor de música clàssica més reconegut del Paraguai. Va començar a tocar la guitarra des de petit, participant de manera esporàdica des dels vuit anys amb l'Orquestra Barrios, integrada per membres de la seva família. Dotat de gran facilitat per a la música, alternava el violí amb la flauta i l'arpa, encara que més endavant va triar la guitarra com a instrument principal.
Fins als tretze anys Agustín tocava a l'Orquestra Barrios i un dia de l'any 1898, després d'un concert, es va acostar Gustavo Sosa Escalada i el va acollir com el seu alumne a l'Ateneo Paraguayof (llavors anomenat Institut Paraguaià), on va ser introduït formalment a l'estudi de la guitarra clàssica. Sota la influència del seu mestre, Barrios va passar a estudiar les obres més conegudes dels compositors més importants de guitarra clàssica fins aquell moment, com Francesc Tàrrega, José Viñas Díaz, Fernando Sor, Dionisio Aguado, Julián Arcas i Joaquín Parga. Sosa Escalada estava tan impressionat amb el seu nou alumne que va convèncer els pares del jove Agustín perquè el deixessin mudar-se a Asunción per continuar la seva educació musical i acadèmica al Colegio Nacional de la Capital, on va tenir com a instructor Nicolino Pellegrini, i on, a més de música, va estudiar matemàtiques, periodisme i literatura.

## Controvèrsies sobre el seu lloc de naixement

### Hipòtesi florida
La hipòtesi florida sosté que va néixer a Villa Florida, perquè el seu pare va ser l'argentí José Doroteo Barrios, cònsol del seu país a Villa Florida, i la seva mare, Martina Ferreira, professora i directora de l'escola de nenes de Villa Florida, i com que en aquesta època no es comptava encara amb un registre civil de la comunitat, tots els nascuts a les zones eren inscriptos a la ciutat principal del departament en aquest llavors, San Juan Bautista (Paraguai), el casal dels Barris Ferreira oficiava de consolat argentí, i és avui l'ex Colegio Nacional Florideño.

### Hipòtesi sanjuanina
La hipòtesi sanjoanenca sosté que va néixer a San Juan Bautista (Paraguai), perquè va ser inscrit al registre de la ciutat.

## Primeres presentacions
Després de graduar-se al Colegio Nacional de la Capital, a Asunción, va començar a presentar-se en concerts i a compondre. La seva primera presentació com a solista va ser el 1907 en un espectacle organitzat per Sosa Escalada. El 1908 ja era conegut a tot el Paraguai per les seves presentacions amb el seu germà, el poeta Francisco Martín Barrios. Agustí tocava la guitarra i Francisco recitava.
En 1910 Barrios va sortir per primera vegada del país per oferir un parell de presentacions a Corrientes (Argentina), i a causa del gran èxit que va tenir, aquell retorn planejat per a la setmana següent dels concerts es va posposar per dotze anys. De Corrientes va passar a Buenos Aires i d'allà va viatjar a Uruguai l'any 1912, a Brasil l'any1916, i a Xile. Pertanyen a aquest període obres notables com La catedral (1921), Estudis i preludis, Madrigal, Allegro Simfònic i Les abelles (1921). La crítica internacional el qualificava com un dels més grans concertistes del món i en deien «mag de la guitarra» .

## Fals rumor de la seva mort
Quan Agustín Barrios es trobava a São Paulo, Brasil, El Diario de Asunción va anunciar, el 13 de setembre de 1918, la seva mort. L'article deia:
| « | En Melo, en la República del Uruguay, le sorprendió la muerte al eximio artista paraguayo, en los primeros días del mes del corriente. Con el alma llena de melodías y repleto el pecho sonoro de su guitarra de toda la música de nuestras selvas y el dolor melancólico y huraño de la raza se fue por el mundo como una rapsodia para decir a los hombres su dulce y triste canción, hasta que le alcanzó la muerte como a un pájaro la honda. | » |

Van passar més de trenta dies abans que la notícia fos desmentida.

## Retorn al Paraguai
Després de 12 anys, Agustín i el seu germà Francisco tornen al Paraguay, que es trobava en una guerra civil, malgrat la qual es van realitzar diverses presentacions tant a Asunción com a l'interior. El musicòleg Juan Max Boettner diu: 
| « | «Lo recuerdo allá por 1922, en una noche de luna, en San Bernardino. Él con su guitarra embrujada, deleitándonos horas enteras. Su hermano recitaba Oyendo a Beethoven, y él ejecutaba como música de fondo, Claro de luna, en una adaptación propia». | » |

El gener del 1925 va fer la seva penúltima representació al Paraguai, a la Plaça Uruguaiana, on ell mateix va ajudar a construir l'escenari i portar les cadires, perquè diu certa gent que no li deixava el govern fer una representació al teatre municipal. En aquesta ocasió va interpretar la seva obra El bohemi. El 25 de febrer de 1925 es va allunyar definitivament del Paraguai.

## Concerts a l'exterior
En 1929 va iniciar una gira per diverses ciutats del Brasil, per la qual cosa el carnaval de l'any següent el va trobar a Rio de Janeiro, on va conèixer a Gloria, qui seria la seva companya fins al final de la seva vida. Entre 1932 i 1934, Barrios va donar concerts a República Dominicana, Veneçuela, Trinitat, Panamà, El Salvador, Colòmbia, Costa Rica, Mèxic, Guatemala i Hondures.
A finals de 1932 va decidir presentar-se a Europa i Estats Units, però recentment es va concretar el primer en 1934 quan Tomás Salomoni, ambaixador del Paraguai a Mèxic, va realitzar gestions per a la seva presentació a Bèlgica, al Conservatari Reial de Brussel·les, al setembre de 1934. De Brussel·les va passar a París, Berlín i Madrid. Després d'últimes investigacions realitzades per Lito Barrios, trobem que Tomás Salomoni va ser company d'aula d'Agustín Barrios, al Colegio Nacional de la Capital, en tots els cursos realitzats per Agustín. Això concorda que Salomoni hagi afavorit Mangoré el seu viatge, no només per ser Barrios un eximi artista, sinó perquè eren amics d'infància.

## El nom d'artista «Nitsuga Mangoré»
El 14 d'agost de 1932 es va presentar a Badia, Brasil, com Nitsuga Mangoré, el Paganini de la guitarra de las selvas del Paraguay, on la paraula «Nitsuga» correspon a «Agustín», escrit al revés; i Mangoré ve d'un llegendari cap guaraní que va morir d'amor; a més del nom, va adoptar també la idea de presentar-se en concert amb vestits tradicionals del Paraguai.
Va ser tant l'èxit obtingut amb el personatge de Mangoré que en diversos països va ser més conegut amb el nom del cacic que amb el nom propi. A més, ell mateix es va encarregar de divulgar la llegenda que va ser educat a les reduccions jesuítiques, que van desaparèixer abans de 1800.
D'aquesta etapa de la seva carrera correspon el següent escrit:
| « | Tupá, el espíritu supremo y protector de mi raza, encontrome un día en un bosque florecido y me dijo: "Toma esta caja misteriosa y descubre sus secretos". Y encerrando en ella todas las avecillas canoras de la floresta y el alma resignada de los vegetales, la abandonó en mis manos. Tomela, obedeciendo el mandato de Tupá, poniéndola bien junto al corazón; abrazado a ella pasé muchas lunas al borde de una fuente. Y una noche, Jasy, retratada en el líquido cristal, sintiendo la tristeza de mi alma india, dióme seis rayos de plata para con ellos descubrir sus arcanos secretos, y el milagro operó: desde el fondo de la caja misteriosa, brotó la sinfonía maravillosa de todas las voces vírgenes de la naturaleza de América. Mangoré. | » |

## Talent i personalitat
Barris estava interessat no només en la música, sinó que es va acostar a la filosofia, la poesia i la teologia. A més d'espanyol i guaraní, parlava anglès, alemany i francès.
Barrios va ser molt reconegut per les seves interpretacions tant en viu com en enregistraments, i va ser el primer guitarrista clàssic que va gravar de forma comercial en discos de 78 rpm.
El seu coneixement de la teoria musical li va permetre compondre en diversos estils: barroc, clàssic, romàntic i descriptiu. La seva música es caracteritza per ser de caràcter folklòric, imitatiu i religiós.
Les seves composicions es basen en cants i danses de tota Amèrica Llatina, entre altres cueca, choro, estilo, maxixa, milonga, pericó, tango, zamba, zapateado, polca paraguaiana, etc.
La major part de les seves obres es poden considerar de caràcter romàntic tardà, tot i haver viscut musicalment a la primera meitat del segle xx. Va compondre preludis, estudis, valsos, masurques, tarantel·les i romances.
La seva creativitat li va permetre compondre més de tres-centes peces per a guitarra, que han impulsat i interpretat Berta Rojas, César Amaro, John Williams, David Russell, Laurindo Almeida, Abel Carlevaro, Jesús Benítez, Alirio Díaz, entre d'altres, a més de ser considerades de les més importants del repertori de guitarra clàssica.
Jesús Benítez [1932-2007], guitarrista peruà que ha gravat diversos àlbums de Barrios, va dir el següent: «Barrios va haver de banyar-se a la font de l'art per compondre com a compondre, i així va ser; les seves obres han prevalgut i prevaldran per sempre».
Barrios tenia un caràcter excèntric i ciclotímic. Passava per llargs períodes depressius en què no componia ni tocava la guitarra i per etapes en què estava tan eufòric que es tancava a compondre i practicar sense considerar el temps. I sembla que també era considerat un bon atleta.

## Els seus darrers anys a El Salvador
Barris va tornar de la seva gira europea de l'any 1936 i es va presentar a Veneçuela, Haití, Cuba, Costa Rica, Nicaragua, El Salvador, Mèxic i Guatemala. Mai va aconseguir tocar als Estats Units perquè sempre van denegar el visat de la seva companya Gloria.
Quan era a Mèxic va patir un infart i una aturada respiratòria i els metges li van recomanar allunyar-se de les preocupacions. Uns amics el van convidar a instal·lar-se a Costa Rica, però va acceptar la invitació del general Maximiliano Hernández Martínez, aleshores President del Salvador, que li va oferir una estada permanent l'any 1939.
Després de la seva recuperació, com a favor personal el general Martínez li va demanar acceptar el nomenament com a professor de guitarra del Conservatorio Nacional de Música del Salvador.
El 7 d'agost del 1944 va patir un infart que li va ocasionar la mort als 59 anys. El sacerdot que el va acompanyar a la seva agonia va comentar que Barrios va dir: «No temo el passat, però no sé si podré superar el misteri de la nit».  .
Va ser enterrat al Cementerio de Los Ilustres a San Salvador.

## El seu llegat: els dotze deixebles de Mangoré
De tots els països que va poder visitar, El Salvador va ser el que va escollir el mestre per diverses raons:
1. Per recuperar-se, sense saber que en realitat passaria els darrers dies de la seva vida.
2. Per ensenyar-ne les tècniques. El Salvador va ser l'únic país on va impartir la càtedra de guitarra. Va tenir només dotze alumnes (tots salvadorencs), que van anomenar «els deixebles de Mangoré», a l'Escuela Nacional de Música y Declamación Rafael Olmedo.
El virtuós guitarrista d'origen paraguaià va deixar un llegat universal de la guitarra clàssica a diverses nacions llatinoamericanes. Però com a part de la seva herència, va privilegiar i honrar amb la seva mort el país que el va acollir i el va admirar des del primer dia de la seva arribada.
Existeix la Fundació Mangoré d'El Salvador des de l'any 1958.
A la dècada dels 70 l'Assemblea Legislativa del Salvador va declarar la tomba de l'Agustín Barrios Mangoré com a monument nacional.
Als cinquanta anys de la seva mort, el Palau Legislatiu el va nomenar «Noble artista, amic meritíssim de la República del Salvador».
Actualment, Mangoré continua inspirant moltíssims artistes joves al món sencer. Les seues obres són molt volgudes fins i tot per les noves generacions amants de l'art musical. Aviat es farà una producció cinematogràfica internacional sobre la vida d'aquest geni i poeta de la música: Nitsuga, el mag de la caixa misteriosa. Kenni Bolaños, El Salvador.
El 2011 es va realitzar el concurs internacional de guitarra clàssica Barrios World Wide Web Competition en què van competir setanta guitarristes interpretant peces del compositor Paraguaià. Tariq Harb, de Jordània, i Chen Chuan, de la Xina, van ser els guanyadors del concurs la final del qual es va celebrar el 3 de desembre al gran teatre José Asunción Flores del banc central del Paraguai de la ciutat d'Asunción. La Secretaria Nacional del Turisme de la República del Paraguai (SENATUR) ha declarat d'interès turístic Nacional el Barris World Wide Web Competition en reconeixement de l'aportació que realitza per a la divulgació i el coneixement més gran de l'abundant llegat musical d'aquest geni de la guitarra culta i per la seva contribució perquè participants i seguidors percebin clarament els trets més destacats dels valors culturals i tradicionals del Paraguai.